# アドクス・センゴクエンシス
アドクス・センゴクエンシス（学名：Adocus sengokuensis、「千石峡のアドクス」）は、西南日本の下部白亜系より産出したアドクス科アドクス属の一種。

## 発見と語源
アドクス・センゴクエンシスの化石は1994年、北九州市教育委員会の調査で福岡県宮若市千石峡の千石層(約1億2千万年前の地層)から産出した。発見後は詳細な調査が行われることなく北九州市立自然史・歴史博物館に収蔵されていたが、後に福井県立恐竜博物館の薗田哲平が同館を訪れて化石の模様に注目し、研究を開始した。本研究は薗田に加え、早稲田大学の平山廉、北九州市立自然史・歴史博物館の岡崎美彦、茨城大学の安藤寿男による共同研究となった。
結果として前期白亜紀の地層から発見された当該のカメの甲羅の化石がアドクス属の未記載種のものであったと判明し、同時に本属としては当時世界最古にあたることも判明した。2015年に日本古生物学会欧文誌「Paleontological Research」に論文が掲載され、アドクス・センゴクエンシス(Adocus sengokuensis)と命名された。種小名であるセンゴクエンシスは化石産地の地名千石峡を意味し、属名と種小名を合わせると「千石峡のアドクス」という意味になる。

## 特徴
アドクス・センゴクエンシスの化石は計7個の甲羅の部位からなる一個体分の標本が知られており、具体的には背側（頚板、左第2肋板、左第1縁板、右第1縁板、左第4縁板）および腹側（左上腹甲、右下腹甲）が確認されている。背中側の頚板および第4縁板にアドクス属のどの種にもない特徴が存在することから新種と判明した。アドクスの最大の種は甲長70センチメートル、全長1メートルを超過するが、アドクス・センゴクエンシスの推定される甲長は約29センチメートルであり、アドクス属の中では最小の種となる。

## 進化史
これまで発見されているアドクス属とそれに近縁なカメ類との比較から、アドクス・センゴクエンシスに見られる頚鱗の形態や小型の甲羅はカメ類における原始的な特徴を示していると考えられる。本標本の発見により当時アジア大陸と陸続きであった日本を含む東アジアにアドクス属の起源があったことが示唆され、また他のカメ化石も日本や中国で最古の化石が知られていることから、アジアはカメをはじめとする様々な動物が出現して拡散していく地域であったことが推測されている。
なお、本種はアドクス属における最古の種であったが、2023年には徳島県勝浦町でより古い1億3000万年前のアドクス属の化石が報告され、徳島産化石が記録をさらに1000万年更新することとなった。